# Gøran Sørloth
Gøran Sørloth (ur. 16 lipca 1962 w Kristiansund) – piłkarz norweski grający na pozycji napastnika.

## Kariera klubowa
Piłkarską karierę Sørloth rozpoczął w Trondheim, w tamtejszym klubie Strindheim IL. W 1985 roku przeszedł do Rosenborga Trondheim, w barwach którego zadebiutował w 1985 roku w lidze norweskiej. Zdobywając 10 goli został po raz pierwszy w karierze mistrzem Norwegii. W 1988 roku zdobył Puchar Norwegii.
Na początku 1989 roku Sørloth został wypożyczony do niemieckiej Borussii Mönchengladbach. W Bundeslidze zadebiutował 6 maja w wygranym 3:0 domowym meczu z Bayerem Uerdingen. Rozegrał 5 meczów, ale nie pokazał nic szczególnego i na koniec sezonu odszedł z zespołu.
Gøran wrócił do Rosenborga. W 1989 roku wywalczył wicemistrzostwo Norwegii. Natomiast w 1990 roku sięgnął po swój pierwszy tytuł mistrza kraju, a także po pierwszy Puchar Norwegii. W 1991 roku Rosenborg nie obronił tytułu i był drugi w lidze. W 1992 roku Sørloth wraz z partnerami z boiska sięgnął po dublet. W 1993 roku wywalczył kolejne mistrzostwo.
W 1993 roku Sørloth przeszedł do tureckiego Bursasporu, w którym bez sukcesów występował do 1994 roku. Następnie wrócił do Norwegii i grał w Vikingu Stavanger. W 1995 roku zdecydował się zakończyć piłkarską karierę.

## Kariera reprezentacyjna
W reprezentacji Norwegii Sørloth zadebiutował 22 maja 1985 w przegranym 0:1 towarzyskim meczu ze Szwecją. W 1994 roku został powołany przez selekcjonera Egila Olsena na Mistrzostwa Świata w USA, na których wystąpił jedynie w zremisowanym 0:0 spotkaniu z reprezentacją Irlandii. Był on także ostatnim dla Sørlotha w kadrze. Łącznie w drużynie narodowej wystąpił 55 razy i strzelił 15 goli.

## Życie osobiste
Żonaty z Hildegunn Roten, z którą ma troje dzieci: syna Alexandra oraz córki Karoline i Amalie.